# Consistoris de Pius XII

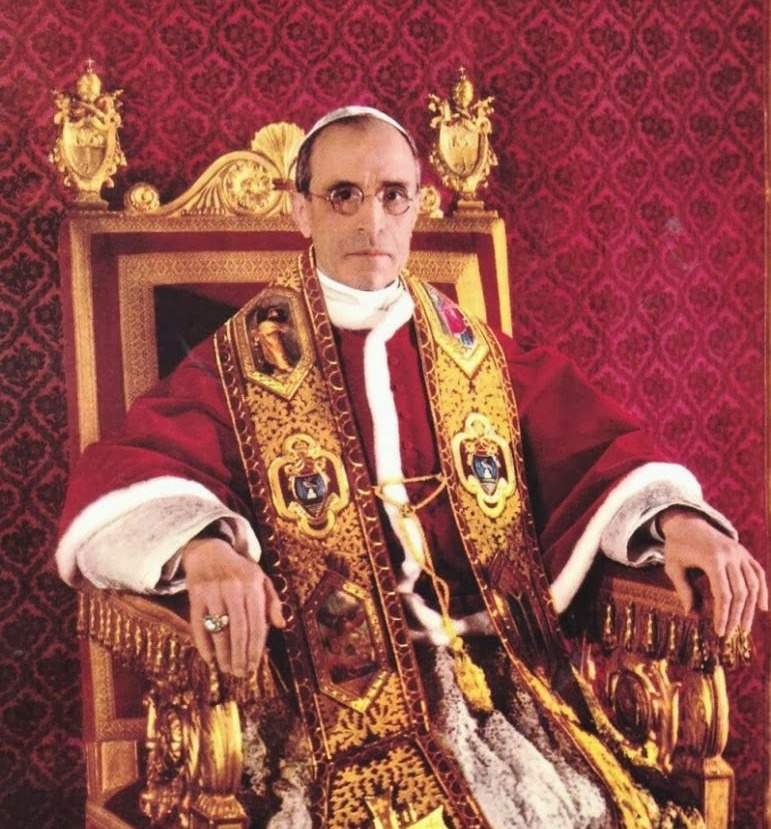
El Papa Pius XII

Aquest article recull l'elenc complert dels consistoris ordinaris públics per a la creació dels nous cardenals presidits pel Papa Pius XII, amb la indicació de tots els cardenals creats (56 cardenals en 2 consistoris, originaris de 25 països), entre els quals hi havia dos futurs beats Clemens August von Galen i Alojzije Stepinac, i un sant, el futur Papa Joan XXIII.

## 18 de febrer de 1946
Va ser el primer consistori celebrat després de gairebé 10 anys: l'anterior s'havia celebrat el 1937, abans de l'esclat de la Segona Guerra Mundial. El nombre de cardenals creats va ser elevat per la necessitat d'augmentar la quantitat de membres del Sacre Col·legi, que era exigu.
- Krikor Bedros XV Aghagianian, patriarca de Cilícia dels Armenis; creat cardenal prevere de San Bartolomeo all'Isola; mort el 16 de maig de 1971;
- John Joseph Glennon, arquebisbe de Saint Louis;creat cardenal prevere de San Clemente; mort el 9 de març de 1946;
- Benedetto Aloisi Masella, arquebisbe titular de Cesarea de Mauritània, nunci apostòlic a Brasil; creat cardenal prevere de Santa Maria in Vallicella; mort el 30 de setembre de 1970;
- Clemente Micara, arquebisbe titular d'Apamea de Síria, nunci apostòlic a Bèlgica; creat cardenal prevere de Santa Maria sopra Minerva; mort l'11 de març de 1965;
- Adam Stefan Sapieha, arquebisbe de Cracòvia; creat cardenal prevere de Santa Maria Nuova; mort el 21 de juliol de 1951;
- Edward Aloysius Mooney, arquebisbe de Detroit; creat cardenal prevere de Santa Susanna; mort el 25 d'octubre de 1958;
- Jules-Géraud Saliège, arquebisbe de Tolosa;creat cardenal prevere de Santa Pudenziana; mort el 5 de novembre de 1956;
- James Charles McGuigan, arquebisbe de Toronto; creat cardenal prevere de Santa Maria del Popolo; mort el 6 d'abril de 1974;
- Samuel Alphonsius Stritch, arquebisbe de Chicago; creat cardenal prevere de Sant'Agnese fuori le mura; mort el 26 de maig de 1958;
- Agustín Parrado y García, arquebisbe de Granada; creat cardenal prevere de Sant'Agostino; mort el 8 d'octubre de 1946;
- Clément-Emile Roques, arquebisbe de Rennes; creat cardenal prevere de Santa Balbina; mort el 4 de setembre de 1964;
- Johannes de Jong, arquebisbe d'Utrecht; creat cardenal prevere de San Clemente (títol rebut el 12 d'octubre de 1946); mort el 8 de setembre de 1955;
- Carlos Carmelo de Vasconcelos Motta, arquebisbe de São Paulo; creat cardenal prevere de San Pancrazio fuori le mura; mort el 18 de setembre de 1982;
- Pierre-André-Charles Petit de Julleville, arquebisbe de Rouen; creat cardenal prevere de Santa Maria in Aquiro (pro illa vice); mort el 10 de desembre de 1947;
- Norman Thomas Gilroy, arquebisbe de Sydney; creat cardenal prevere dei Santi Quattro Coronati; mort el 21 d'octubre de 1977;
- Francis Joseph Spellman, arquebisbe de Nova York; creat cardenal prevere dei Santi Giovanni e Paolo; mort el 2 de desembre de 1967;
- José María Caro Rodríguez, arquebisbe de Santiago; creat cardenal prevere de Santa Maria della Scala (pro illa vice); mort el 4 de desembre de 1958;
- Teodosio Clemente de Gouveia, arquebisbe de Lourenço Marques; creat cardenal prevere de San Pietro in Vincoli; mort el 6 de febrer de 1962;
- Jaime de Barros Câmara, arquebisbe de Rio de Janeiro; creat cardenal prevere de Santi Bonifacio e Alessio; mort el 18 de febrer de 1971;
- Enrique Pla y Deniel, arquebisbe de Toledo; creat cardenal prevere de San Pietro in Montorio; mort el 5 de juliol de 1968;
- Manuel Arteaga y Betancourt, arquebisbe de L'Habana; creat cardenal prevere de San Lorenzo in Lucina; mort el 20 de març de 1963;
- Josef Frings, arquebisbe de Colònia; creat cardenal prevere de San Giovanni a Porta Latina; mort el 17 de desembre de 1978;
- Juan Gualberto Guevara, arquebisbe de Lima; creat cardenal prevere de Sant'Eusebio; mort el 27 de novembre de 1954;
- Bernard William Griffin, arquebisbe de Westminster; creat cardenal prevere dei Andrea e Gregorio al Monte Celio; mort el 20 d'agost de 1956;
- Manuel Arce y Ochotorena, arquebisbe de Tarragona; creat cardenal prevere de Santi Vitale, Valeria, Gervasio e Protasio; mort el 16 de setembre de 1948;
- József Mindszenty, arquebisbe d'Esztergom (Hongria); creat cardenal prevere de Santo Stefano al Monte Celio; mort el 6 de maig de 1975;
- Ernesto Ruffini, arquebisbe de Palerm; creat cardenal prevere de Santa Sabina; mort l'11 de juny de 1967;
- Konrad von Preysing Lichtenegg-Moos, bisbe de Berlín; creat cardenal prevere pro hac vice de Sant'Agata de' Goti; mort el 21 de desembre de 1950;
- b. Clemens August von Galen, bisbe de Münster; creat cardenal prevere de San Bernardo alle Terme; mort el 22 de març de 1946; beatificato nel 2005;
- Antonio Caggiano, bisbe de Rosario (Argentina); creat cardenal prevere de San Lorenzo in Panisperna; mort el 23 d'octubre de 1979;
- Thomas Tien Ken-sin, S.V.D., bisbe titular de Ruspe, vicari apostòlic de Qingdao; creat cardenal prevere de Santa Maria in Via; mort el 24 de juliol de 1967;
- Giuseppe Bruno, secretari de la S.C. del Concili; creat cardenal diaca de Sant'Eustachio; mort el 10 de novembre de 1954.

Després d'aquest consistori, per primera vegada després de segles, els italians van passar de tenir una majoria absoluta a una majoria relativa al Col·legi cardenalici. Aquest fet es confirmaria en els consistoris posteriors, ja del mateix Pius XII com del seus successors.
Comparant aquest consistori als precedents, es veu que es van crear poquíssims cardenals italians (només quatre), mentre que onze (més d'un terç) dels nous purpurats provenien del continent americà; i només un dels trenta dos nomenats era un cardenal de la cúria. Gairebé tots els nous cardenals (29 sobre 32) eren bisbes diocesans. A més, en aquest consistori, es creà com a mínim un cardenal per continent.

## 12 de gener de 1953
Després de set anys del consistori anterior, va tenir lloc el segon i darrer consistori de Pius XII. També en aquest cas el nombre de nous purpurats va ser elevat. Entre ells, Pius XII creà cardenal el qui esdevindria el seu successor immediat, Angelo Roncalli. Els vint-i-quatre nous cardenals van ser:
- Celso Benigno Luigi Costantini, arquebisbe titular de Teodosiopoli d'Arcàdia, secretari de la S.C. Propaganda Fide; cardenal prevere de Santi Nereo e Achilleo; mort el 17 d'octubre de 1958;
- Augusto Álvaro da Silva, arquebisbe de São Salvador da Bahia; creat cardenal prevere pro illa vice de Sant'Angelo in Pescheria; mort el 14 d'agost de 1968;
- Gaetano Cicognani, arquebisbe titular d'Ancira, nunci apostòlic a Espanya; creat cardenal prevere de Santa Cecilia (títol rebut el 29 d'octubre de); mort el 5 de febrer de 1962;
- s. Angelo Giuseppe Roncalli, arquebisbe titular de Mesembria, nunci apostòlic a França; cardenal prevere de Santa Prisca (títol rebut el 29 d'octubre de); posteriorment electe papa amb el nom de Joan XXIII el 28 d'octubre de 1958; mort el 3 de juny de 1963; beatificat el 3 de setembre de 2000; canonitzat el 27 d'abril de 2014;
- Valerio Valeri, arquebisbe titular d'Efes, assessor de la S.C. per le Esglésies orientals; creat cardenal prevere de San Silvestro in Capite; mort el 22 de juliol de 1963;
- Pietro Ciriaci, arquebisbe titular de Tarso, nunci apostòlic a Portugal; creat cardenal prevere de Santa Prassede (títol rebut el 29 d'octubre de); mort el 30 de desembre de 1966;
- Francesco Borgongini Duca, arquebisbe titular d'Eraclea d'Europa, nunci apostòlic a Itàlia; creat cardenal prevere de Santa Maria in Vallicella; mort el 4 d'octubre de 1954;
- Maurice Feltin, arquebisbe de París; creat cardenal prevere de Santa Maria della Pace; mort el 27 de setembre de 1975;
- Marcello Mimmi, arquebisbe de Nàpols; creat cardenal prevere de San Callisto; mort el 6 de març de 1961;
- Carlos María Javier de la Torre, arquebisbe de Quito; creat cardenal prevere pro hac vice de Santa Maria in Aquiro; mort el 31 de juliol de 1968;
- b. Alojzije Stepinac, arquebisbe de Zàgreb; creat cardenal prevere; se li va impedir anar a Roma per rebre el títol; va morir el 10 de febrer de 1960; beatificat el 1998;
- Georges-François-Xavier-Marie Grente, arquebisbe de Le Mans; creat cardenal prevere de San Bernardo alle Terme; mort el 5 de maig de 1959;
- Giuseppe Siri, arquebisbe de Gènova; creat cardenal prevere de Santa Maria della Vittoria; mort el 2 de maig de 1989;
- John Francis D'Alton, arquebisbe d'Armagh; creat cardenal prevere pro hac vice de Sant'Agata dei Goti; mort l'1 de febrer de 1963;
- James Francis Aloysius McIntyre, arquebisbe de Los Angeles; creat cardenal prevere de Sant'Anastasia; mort el 16 de juliol de 1979;
- Giacomo Lercaro, arquebisbe de Bolonya; creat cardenal prevere de Santa Maria in Traspontina; mort el 18 d'octubre de 1976 ;
- Stefan Wyszynski, arquebisbe de Gniezno i de Varsòvia; creat cardenal prevere de Santa Maria in Trastevere (títol rebut el 18 de maig de 1957); mort el 28 de maig de 1981;
- Benjamín de Arriba y Castro, arquebisbe de Tarragona; cardenal prevere dei Santi Vitale, Valeria, Gervasio e Protasio (títol rebut el 29 d'octubre de); mort el 8 de març de 1973;
- Fernando Quiroga y Palacios, arquebisbe de Santiago de Compostela; creat cardenal prevere de Sant'Agostino (títol rebut el 29 d'octubre); mort el 7 de desembre de 1971;
- Paul-Émile Léger, P.S.S., arquebisbe de Montréal; creat cardenal prevere de Santa Maria degli Angeli; mort el 13 de novembre de 1991;
- Crisanto Luque Sánchez, arquebisbe de Bogotà; creat cardenal prevere pro illa vice de Santi Cosma e Damiano; mort el 7 de maig de 1959;
- Valerian Gracias, arquebisbe de Bombai; creat cardenal prevere pro hac vice de Santa Maria in Via Lata; mort l'11 de setembre de 1978;
- Joseph Wendel, arquebisbe de Munic i Freising; creat cardenal prevere de Santa Maria Nuova; mort el 31 de desembre de 1960;
- Alfredo Ottaviani, pro-secretari de la S.C. del Sant Ofici; creat cardenal diaca de Santa Maria in Domnica; mort el 3 d'agost de 1979.

En aquest consistori, a diferència de l'anterior, va ser menys marcada l'exigüitat dels italians, tot i que no recuperaren la majoria absoluta en el col·legi cardenalici. En continuïtat amb el consistori precedent, la majoria dels nous cardenals (17 sobre 24) eren bisbes diocesans, al costat de 3 cardenals "de la Cúria" i 4 eren diplomàtics de la Santa Seu.
El nou cardenal croata Alojzije Stepinac no va poder viatjar a Roma per a la cerimònia en trobar-se confinat a la presó.
Pius XII hauria creat cardenal en aquesta ocasió també el patriarca de Venècia Carlo Agostini, però morí després de l'anunci, el 28 de desembre de 1952, pocs dies abans del consistori. Per substituir-lo al capdavant de la seu veneciana, el Papa elegí un dels nous cardenals, Angelo Giuseppe Roncalli, el futur Papa Joan XXIII.
Per assolir el plenum de 70 cardenals, fixat per Sixte V el 1558, en comptes del difunt Carlo Agostini es creà cardenal l'indi Valerian Gracias, arquebisbe de Bombai.